# Stigni me ako znaš
Stigni me ako znaš je srpski kviz zabavnog karaktera koji se od 6. ožujka 2020. godine emitira na RTS 1 svakog petka u 22 sata. Voditeljica kviza je Kristina Radenković.

## Pravila kviza
Četiri igrača stoje na rubovima velike pravokutne interaktivne ploče, slične društvenim igrama Monopoly ili Čovječe, ne ljuti se. U svakom krugu igre svaki natjecatelj ima 30 sekundi da odgovori na 6 pitanja opće kulture. Koliko točnih odgovora natjecatelj da, toliko polja ide naprijed. Svaki kvadrat ispod sebe krije novac ili iznenađenje u igri. Iznenađenje može biti ugodno i neugodno. Ako natjecatelj stigne do nekog od protivnika, izbacuje ga iz igre i uzima mu sav osvojeni novac, kao i ostale nagrade. Natjecatelj koji prvi dođe na početnu poziciju pobjeđuje i ima priliku zadržati sav novac koji je osvojio u prošloj rundi.
Međutim, kviz tu ne završava – ovo je jedini kviz u kojem natjecatelj istovremeno igra i za sebe i za publiku, jer sudbinu pobjednika u završnom krugu preuzima publika u studiju.

## Emitiranje
| Sezona | Sezona | Broj epizoda    | Početak emitiranja | Kraj emitiranja   |
| ------ | ------ | --------------- | ------------------ | ----------------- |
|        | 1.     | 13 (1. – 13.)   | 6. ožujka 2020.    | 29. svibnja 2020. |
|        | 2.     | 30 (14. – 43.)  | 18. rujna 2020.    | 30. travnja 2021. |
|        | 3.     | 34 (44. – 77.)  | 24. rujna 2021.    | 10. lipnja 2022.  |
|        | 4.     | 30 (78. – 107.) | 9. rujna 2022.     | 19. svibnja 2023. |

## Vanjske poveznice
- Stigni me ako znaš na Facebooku
- Stigni me ako znaš na Instagramu
- Stigni me ako znaš na YouTubeu